# 東晉壽郡
东晋寿郡，中国南北朝时设置的郡。
南朝齐永泰元年（498年）置东晋寿郡，一说东晋晋安帝时置东晋寿郡，属梁州。治所在今四川广元市。南梁沿置，天监四年（505年）北魏相沿未改。东晋寿郡领四县：黄县、石亭县、晋安县、晋寿县。北魏辖境相当今四川广元市大部分地。南朝梁在北魏分裂后收复，治兴安县（今四川广元市）。辖境相当今四川省广元市、青川县及陕西省宁强县等一带。西魏在大宝元年（550年），夺得东晋寿郡，北周改为晋寿郡。